# Taszowate
Taszowate (Cyclopteridae) – rodzina morskich ryb skorpenokształtnych, blisko spokrewnionych z dennikowwatymi, z którymi wcześniej zaliczane były do jednej rodziny.

## Zasięg występowania
Ocean Arktyczny, północny Pacyfik i północny Atlantyk, od wód przybrzeżnych do głębokich (nawet do 4000 m p.p.m.). W Bałtyku występuje tasza.

## Cechy charakterystyczne
Ciało krótkie, zaokrąglone, silnie wygrzbiecone, Skóra gruba, bez łusek, u niektórych gatunków pokryta naroślami, często kolczastymi. Liczba, struktura i rozmieszczenie narośli stanowią cechy gatunkowe. Krótkie pokrywy skrzelowe. Dwie pary otworów nosowych. Dwie płetwy grzbietowe. Zmodyfikowane, zrośnięte i przesunięte do przodu płetwy piersiowe tworzą przyssawkę. Płetwa ogonowa duża i zaokrąglona. Linia boczna wyraźna. Brak pęcherza pławnego.
Większość taszowatych składa ikrę w płytkich wodach przybrzeżnych. Ikrą opiekuje się samiec.
Odżywiają się wieloszczetami, skorupiakami i mięczakami.

## Klasyfikacja
Rodzaje zaliczane do tej rodziny:

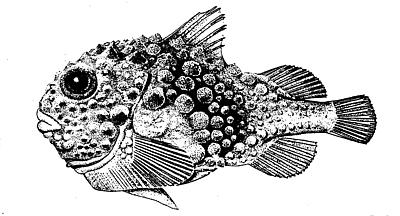
Eumicrotremus spinosus

Aptocyclus — Cyclopsis — Cyclopteropsis — Cyclopterus — Eumicrotremus — Lethotremus